# Kalixgrundet
Kalixgrundet is een Zweeds eiland / zandbank behorend tot de Lule-archipel. Het eiland ligt voor de kust van het grotere eiland Brändön. Het heeft geen oeververbinding en er is bebouwing, waarschijnlijk een vluchtcabine.
Hoe het eiland aan haar naam is gekomen is onbekend. De Kalixrivier is een van de grootste rivieren van Zweden en Kalix een van de grootste dorpen in Norrbottens län, maar beide liggen zeker 40 kilometer naar het noordoosten.